# Чотири пера (фільм, 2002)
Чотири пера (англ. The Four Feathers) — американський фільм-драма 2002 року режисера Шекхара Капура. Цей фільм є останнім в довгому ряду стрічок, знятих за однойменним романом 1902 року «Чотири пера» Альфреда Едварда Вудлі Мейсона.

## Сюжет
Дія стрічки відбувається у 1884 р. Молодий офіцер Гаррі Фершам (Леджер) сумнівається у тому, що його покликанням є захист інтересів Британської імперії, i напередодні відправки його полку в Африку подає у відставку. Друзі Фершама і навіть його наречена Етні (Хадсон) вважають Гаррі зрадником і посилають йому чотири білих пера — символ боягузливості…

## В ролях
- Гіт Леджер — Гаррі Фершам
- Веслі Бентлі — Джек Дурранс
- Джимон Гонсу — Абу Фатма
- Кейт Гадсон — Етна Юстас
- Руперт Пенрі-Джонс — Том Вілловбі
- Кріс Маршалл — Едвард Каселтон
- Майкл Шин — Вільям
- Алекс Дженнінгс — полковник Гамільтон
- Джеймс Космо — полковник Світч
- Енджел Дуглас — Тітка
- Тім Піготт-Сміт — батько Гаррі
- Люсі Гордон — Ізабель
- Джеймс Гіллер — Капрал

## Цікаві факти
- Головна роль у «Чотирьох перах» призначалася англійцю Джуду Лоу, однак він був зайнятий на зйомках «Штучного інтелекту» Спілберга.